# Ysabel Torralbo
Ysabel de los Ángeles Torralbo Calzado es una abogada, activista y política española. Concejala del Ayuntamiento de Málaga entre junio de 2015 y 2019, electa por el partido Málaga Ahora, anteriormente fue secretaria general de Izquierda Republicana en Andalucía y miembro de la Comisión Ejecutiva Federal de dicho partido.

## Trayectoria profesional
Nacida en 1971, en su trayectoria destaca, aparte de Licenciada en Derecho, como integrante de la Plataforma de Afectados por la Hipoteca (PAH) o Democracia Real Ya. Torralbo participó en diversas elecciones municipales, andaluzas y europeas bajo la formación Izquierda Republicana desde 2004 hasta 2007, año en que dicha formación se agrupó en Izquierda Unida. De su paso por Izquierda Republicana dijo que fue "donde aprendí de la democracia radial, el federalismo, el municipalismo y me vino bien, pero no encontré lo suficiente y lo dejé y me metí en movimientos sociales donde he estado colaborando".
Fue elegida como representante de Málaga Ahora (denominado anteriormente Ganemos Málaga) en primarias con un tercio de los votos. En las elecciones municipales de 2015, Málaga Ahora consiguió 4 concejales y más de 30 000 votos.
Entre algunas de sus reivindicaciones está la campaña para declarar Málaga ciudad libre de desahucios, la gestión por la empresa municipal de limpieza actualmente semiprivatizada, la renovación de la gestión de Canal Málaga, la lucha contra los femicidios, la mejora de las condiciones en los barrios o la adjudicación directa del renombrado centro social la Casa Invisible. Participó en la Comisión de Investigación de Art Natura, proyecto cultural fallido.
Abandonó el Ayuntamiento de Málaga tras las elecciones municipales de 2019.